# Балканабад (аэропорт)
Аэропорт Балканабад (туркм. Balkanabat aeroporty) — региональный аэропорт города Балканабад, Туркменистан. Расположен в 4,5 км к юго-востоку от города — в местности, безопасной от горных селевых потоков. С 2025 года в 20 километрах от Балканабада также действует новый международный аэропорт Балканабад.

## История

### Реконструкция
В октябре 2004 года был открыт новый аэровокзал с пропускной способностью до 200 пассажиров в час. Помимо этого, сдана в эксплуатацию новая взлетно-посадочная полоса, способная принимать воздушные суда грузоподъемностью до 150 тонн. Общая площадь участка, на котором разместился новый аэровокзал, составляет около 3500 квадратных метров. В здании аэровокзала предусмотрен максимум удобств для пассажиров и авиадиспетчерского персонала.

### Новый аэропорт
В июле 2021 года в 20 километрах от города Балканабад началось строительство международного аэропорта Балканабада, который открылся в мае 2025 года.